# Mirusia Louwerse
Mirusia Louwerse (Brisbane, 29 maart 1985) is een Australische-Nederlandse sopraan. Ze treedt op onder de naam 'Mirusia'. De Australische pers noemt haar The Unconventional Pop Star.
Louwerse haalde in december 2006 aan het Queensland Conservatorium in Brisbane haar Bachelor of Music. In 2006 werd ze de jongste winnaar van de Joan Sutherland Opera Award en nam ze haar eerste album met de titel She walks in beauty op.
Ze toert met André Rieu sinds 2007 als solist. Ze is van volledig Nederlandse afkomst en spreekt vloeiend Nederlands. In mei 2008 nam ze met het Johann Strauß Orchestra haar album Waltzing Matilda op. Daarmee kwam ze in Australië op nummer 1 in de hitlijst.

## Discografie

### Albums
| Album met eventuele hitnotering(en) in de Nederlandse Album Top 100 | Datum van verschijnen | Datum van binnenkomst | Hoogste positie | Aantal weken | Opmerkingen    |
| ------------------------------------------------------------------- | --------------------- | --------------------- | --------------- | ------------ | -------------- |
| She Walks in Beauty                                                 | 2006                  | -                     |                 |              |                |
| Songs of Inspiration                                                | 2007                  | -                     |                 |              |                |
| Waltzing Matilda                                                    | 2008                  | -                     | 1               |              | met André Rieu |
| Waltzing Matilda – Special New Zealand edition                      | 2008                  | -                     |                 |              | met André Rieu |
| Ich tanze mit dir in den himmel hinein                              | 2008                  | -                     |                 |              |                |
| André Rieu presents Mirusia - Always & Forever                      | 2010                  | 25-12-2010            | 19              | 25           | met André Rieu |
| Home en "Home - Limited Edition                                     | 2012                  |                       |                 |              |                |
| Beautiful that way - Live in Holland                                | 2013                  |                       |                 |              |                |
| My Favorite Things                                                  | 2014                  |                       |                 |              |                |
| This Time Tomorrow                                                  | 2016                  |                       |                 |              |                |
| From The Heart                                                      | 2017                  |                       |                 |              |                |

### Dvd's
| Dvd's met hitnoteringen in de Nederlandse Music Top 30 | Datum van verschijnen | Datum van binnenkomst | Hoogste positie | Aantal weken | Opmerkingen |
| ------------------------------------------------------ | --------------------- | --------------------- | --------------- | ------------ | ----------- |
| Beautiful that way - Live in Holland                   | 2013                  | 21-12-2013            | 5               | 13           |             |
| This time tomorrow                                     | 2016                  | 07-05-2016            | 7               | 20*          |             |